# Poppelsommerfugl
Poppelsommerfuglen (Limenitis populi) er en sommerfugl i takvingefamilien. Den er temmelig sjælden i Vesteuropa, mens den i Central- og Østeuropa har større bestande. Den er desuden udbredt østpå gennem Asien til Japan. Poppelsommerfuglen er som irisen tæt knyttet til en enkelt planteart – nemlig bævreasp.

## Forekomst i Danmark
Arten er ikke set i Danmark siden 1961 og må nok betragtes som uddød her i landet. Til gengæld findes den så tæt på som i Sverige. Da sommerfuglen fandtes kunne man træffe den i Roden skov på Lolland i perioden 25. juni – 29. juli.

## Udseende
Hannen ligner en hun af arten iris, på grund af den mørkebrune overside, men hannen kan kendes på, at bagvingerne ingen øjepletter har. Derimod har bagvingerne orange kanter. Hunnen af poppelsommerfuglen har brede hvide bånd på bagvingerne. Undersiden af vingerne har et metalskinnende blå-grønt skær. Poppelsommerfuglen er omtrent lige så stor som irisen og har dermed et vingefang omkring 58–72 mm.

## Livscyklus
Ægget lægges på bævreasp, eller i sjældne tilfælde på andre poppelarter. Efter en uge klækkes det og larven kommer frem. I september forbereder larven sig til overvintring. Når træerne springer ud året efter kommer larven atter frem. I juni forpuppes den og ca. 3 uger senere, i slutningen af juli, kommer den voksne sommerfugl frem.

## Foderplanter
Bævreasp.